# لانغرستيلوس (أنغلزي)
لانغرستيلوس (بالإنجليزية: Llangristiolus)‏ هي قرية تقع في المملكة المتحدة في ويلز.